# أفجان
أفجان هي قرية في مقاطعة تيران وكرون، إيران. عدد سكان هذه القرية هو 1,572 في سنة 2006.